# David Spenser
David Spenser (* 12. März 1934 in Colombo, Ceylon als David De Saram; † 20. Juli 2013 in Spanien) war ein britischer Schauspieler in Film und Fernsehen. Er spielte in rund 35 Filmproduktionen, darunter in Play It Cool, Die Abenteuer des Kapitän Grant oder Alles unter Kontrolle – keiner blickt durch. In seinen späteren Jahren war er auch als Produzent von Hörspielen für die BBC tätig.

## Leben und Karriere
David Spenser, geboren 1934 auf Ceylon, begann seine Schauspielkarriere im Alter von elf Jahren für das BBC Radio mit seinem Beitrag zu Children's Hour. Die Autorin Richmal Crompton besetzte ihn 1948 in der Titelrolle als William Brown in der ersten Funk-Adaption ihrer Serie von Kurzgeschichten. Als Mitglied der BBC-Drama Repertory Company spielte er einige der großen Shakespeare Rollen für das Radio, darunter den Romeo an der Seite von Schauspielerin Judi Dench, die die Juliet verkörperte.
1950 wandte sich David Spenser auch erfolgreich dem Fernsehen zu und spielte dort in Episoden von populären Serien. Zu seinen Auftritten in dem neuen Medium gehörten BBC Sunday-Night Theatre (1950), The Bell Family (1951), Billy Bunter of Greyfriars School (1952), Overseas Press Club – Exclusive! (1957), Paul of Tarsus (1960), Studio 4 (1962), Z Cars (1964), Simon Templar (1966), Doctor Who (1967) oder Pretenders (1972).
Sein Leinwanddebüt gab er 1954 in John Eldridges Kriegskomödie Conflict of Wings. Weitere Nebenrollen hatte er 1959 in Terence Fishers Abenteuerfilm Die Würger von Bombay, 1962 in Michael Winners Musical Play It Cool in Robert Stevensons Literaturverfilmung Die Abenteuer des Kapitän Grant von Jules Verne, oder 1968 in der Komödie Alles unter Kontrolle – keiner blickt durch von Regisseur Gerald Thomas aus der bekannten britischen Carry-On-Filmreihe.
Sein Partner seit den 1960er Jahren war der Drehbuchautor Victor Pemberton. Im Jahr 1987 gründeten sie gemeinsam die Produktionsfirma Saffron Productions Ltd, die TV-Dokumentationen produzierte, teilweise führte Spenser selbst Regie, so beispielsweise beim Film von 1991 über den Komiker Benny Hill für die BBC, oder bei den Produktionen über den Schriftsteller Angus Wilson, die Autorin Dodie Smith oder die Schauspielerin Gwen Ffrangcon-Davies.
Seine letzten Lebensjahre verbrachte er in Spanien, wo er am 20. Juli 2013 im Alter von 79 Jahren starb.
David Spenser war der Bruder von Schauspieler Jeremy Spenser.

## Filmografie (Auswahl)

### Kino
- 1954: Conflict of Wings
- 1959: Die Würger von Bombay (The Stranglers of Bombay)
- 1962: Play It Cool
- 1962: Die Abenteuer des Kapitän Grant (In Search of the Castaways)
- 1964: The Earth Dies Screaming
- 1967: Some May Live
- 1967: Battle Beneath the Earth
- 1968: Alles unter Kontrolle – keiner blickt durch (Carry On… Up the Khyber)

### Fernsehen
- 1950: BBC Sunday-Night Theatre (Fernsehserie, eine Episode)
- 1951: The Bell Family (Fernsehserie, sechs Episoden)
- 1952: Billy Bunter of Greyfriars School (Fernsehserie, sechs Episoden)
- 1952: Anne of Green Gables (Fernsehserie, zwei Episoden)
- 1957: Overseas Press Club – Exclusive! (Fernsehserie, eine Episode)
- 1960: Paul of Tarsus (Fernsehserie, zwei Episoden)
- 1961: Armchair Theatre (Fernsehserie, eine Episode)
- 1961: Frontier Drums (Fernsehserie, eine Episode)
- 1962: Studio 4 (Fernsehserie, drei Episoden)
- 1962: No Hiding Place (Fernsehserie, eine Episode)
- 1963: Secret Beneath the Sea (Fernsehserie, eine Episode)
- 1963: Sergeant Cork (Fernsehserie, eine Episode)
- 1964: Espionage (Fernsehserie, eine Episode)
- 1964: Z Cars (Fernsehserie, eine Episode)
- 1965: Dixon of Dock Green (Fernsehserie, eine Episode)
- 1966: A Farewell to Arms (Fernsehserie, zwei Episoden)
- 1966: The Spies (Fernsehserie, eine Episode)
- 1966: King of the River (Fernsehserie, eine Episode)
- 1966: Adam Adamant Lives! (Fernsehserie, eine Episode)
- 1966: Simon Templar (Fernsehserie, eine Episode)
- 1967: Thirty-Minute Theatre (Fernsehserie, eine Episode)
- 1967: Pitchi Poi oder Das gegebene Wort (Fernsehfilm)
- 1967: Doctor Who (Fernsehserie, sechs Episoden)
- 1971: Softly Softly: Task Force (Fernsehserie, eine Episode)
- 1971: Play for Today (Fernsehserie, eine Episode)
- 1971–1972: BBC Play of the Month (Fernsehserie, zwei Episoden)
- 1972: Pretenders (Fernsehserie, zwei Episoden)